# 伊达·胡巴奇科娃
伊达·胡巴奇科娃（捷克語：Ida Hubáčková，1954年10月1日—），捷克女子曲棍球运动员。她曾代表捷克斯洛伐克国家队参加1980年夏季奥林匹克运动会曲棍球比赛，获得一枚银牌。